# Alliance nationale pour le changement
Pour les articles homonymes, voir ANC et Alliance pour le changement.
 (novembre 2021).
L'Alliance nationale pour le changement (ANC) est un parti politique togolais dont l'actuel président national est Jean-Pierre Fabre.
L'ANC est issue de l'éclatement du parti UFC (Union des forces de changement) à la suite de divergences de vue après l'élection présidentielle de mars 2010 au Togo. C'est un parti qui prône la démocratie et l'alternance politique au Togo après plus de 40 années de régime dictatorial. Il est dominé par un courant de pensée démocrate-social. Sa création remonte au congrès du 10 octobre 2010.
Les alliés de l'ANC sont les partis membres du Front républicain pour l'alternance et le changement (FRAC), en l’occurrence le Pacte socialiste pour le Renouveau (PSR), l'Alliance des démocrates pour le développement intégral (ADDI), le Parti des travailleurs (PT) et Sursaut-Togo.

## Histoire

### 2010
La création de l’ANC est l'aboutissement d'une lutte pour la direction de l’Union des forces du changement (UFC), engagée à la suite de la décision unilatérale de Gilchrist Olympio, le 27 mai 2010, de rentrer dans le gouvernement de Faure Gnassingbé, contre l’avis du bureau national de ce parti.
Le 14 janvier 2010, Gilchrist Olympio, le Président National de l'UFC annonce qu'il est bloqué aux États-Unis pour des raisons de santé, un mal de dos à la suite d'une chute, et ne pourra être à Lomé le 15 janvier à minuit pour déposer sa candidature aux élections présidentielles . Jean-Pierre Fabre, alors secrétaire général du parti, est désigné par le bureau national du parti pour être candidat à l'élection présidentielle. Il est ensuite désigné candidat unique de plusieurs partis de l'opposition réunis au sein du Front républicain pour l'alternance et le changement (FRAC) 
À la suite de l'élection présidentielle dont le résultat officiel (donnant la victoire au président sortant Faure Gnassingbé avec 60,92 % des suffrages exprimés contre 33,94 % pour Jean-Pierre Fabre) est contesté par plusieurs partis d'opposition qui manifestent pendant plusieurs semaines pour dénoncer la fraude, Gilchrist Olympio annonce avoir signé «un accord politique pour une participation à un gouvernement de redressement national, dans un esprit de partage du pouvoir avec le Rassemblement du peuple togolais», (RPT), parti au pouvoir. Cette décision unilatérale ayant été prise sans concertation avec le bureau national du parti, ce dernier vote la suspension temporaire de Gilchrist Olympio et sept autres membres du parti dans l'attente d'un congrès. 
Le mardi 10 août 2010, les militants et les responsables de l’UFC, bravant les interdictions pour tenir un congrès extraordinaire convoqué par le bureau national du parti, sont matraqués et gazés par la gendarmerie, sous prétexte que le congrès n’avait pas été autorisé préalablement; un coopérant militaire Français s'en prend à un journaliste Togolais qui couvrait l'événement . Ce congrès décide de l'exclusion définitive de Gilchrist Olympio .
Le vendredi 13 août 2010, Gilchrist Olympio organise sa propre réunion des instances du parti et met en place un nouveau bureau national composé de personnes acquises à sa cause, en présence de membres du parti au pouvoir et sous la protection de la gendarmerie qui font ainsi preuve d'une flagrante ingérence dans le conflit interne à l’UFC . À partir de ce moment, Jean-Pierre Fabre et ses associés sont interdits de toute activité politique, essuyant maintes brimades de la part de la police et la gendarmerie. Toutes les manifestations des partis politiques membres du FRAC sont systématiquement empêchées et sauvagement réprimées à coups de grenades lacrymogènes accompagnés de passages à tabac, d’arrestations arbitraires et de saisies de motos. Sous l’autorité du Ministre de la Sécurité, les miliciens du RPT, à bord de véhicules de la gendarmerie et de voitures banalisées, à pied ou à moto, séquestrent les dirigeants du FRAC à leurs domiciles, les prennent en chasse dans les rues et les empêchent de circuler librement.
Le dimanche 10 octobre 2010, Jean-Pierre Fabre et une majorité de membres de l'UFC créent l’Alliance nationale pour le changement (ANC) lors d'une assemblée constitutive, en laissant à Gilchrist Olympio la coquille vide de l'UFC 
Le mardi 12 octobre 2010, le dossier de déclaration de création de l’ANC est déposé au ministère de l’Administration territoriale, conformément à la loi no 91-04 du 12 avril 1991 portant Charte des partis politiques au Togo.
Le jeudi 4 novembre 2010, l’ANC reçoit le récépissé de déclaration de sa création.
Le lundi 8 novembre 2010, Gilchrist Olympio, resté aux commandes de l'UFC, demande aux députés qui ont rejoint l’ANC de renoncer à leur mandat de députés pour ne pas « trahir la confiance des électeurs ». Dans une déclaration publique datée du 18 novembre 2010, les députés lui opposent une fin de non-recevoir. Il faut noter que l'article 52 de la Constitution du Togo interdit le mandat impératif : « Chaque député est le représentant de la Nation tout entière. Tout mandat impératif est nul. »
Le jeudi 18 novembre 2010, un incident survient pendant la plénière de l’Assemblée nationale, lorsque Abbas Bonfoh, le président de l'assemblée, annonce avoir reçu des lettres de démission de 9 députés de l'ANC. Pressé de donner les noms des signataires, il cite uniquement le nom du député Nafiou Tchagnou Ouro-Akpo. Ce dernier, proteste avec véhémence, niant avoir signé une lettre de démission, et se rue sur Abbas Bonfoh. La séance est levée à la suite de cet incident.
Le lundi 22 novembre 2010, la cour constitutionnelle entérine l’exclusion de 9 députés ANC de l’Assemblée nationale. L'ANC publie un mémorandum qui retrace, après investigation, le film de l'exclusion de ses députés et démontre la machination orchestrée par Gilchrist Olympio, Abass Bonfoh et Aboudou Assouma, le président de la cour constitutionnelle. Maître Georges Lawson, député ANC et ancien Procureur Général, publie une note critiquant la décision de la cour constitutionnelle,.

### 2011
Malgré les protestations au niveau national ainsi que les pressions internationales, le régime togolais maintient l'exclusion des députés ANC. En avril puis en juillet 2011, interpelé par l’ANC, le Comité des droits de l’homme des parlementaires de l’Union interparlementaire (UIP) a invité d’une part, « les autorités à réfléchir à la façon de réparer le tort causé aux parlementaires qui ont ainsi perdu leur mandat » d’autre part, à « prendre toutes les dispositions qu’elles jugeraient utiles pour faire cesser les tracasseries policières dont Monsieur Jean-Pierre Fabre, président national de l’ANC, est l’objet et pour lui permettre de jouir pleinement de sa liberté de mouvement et garantir sa sécurité, de même que celle de son domicile ». 
De son côté, la Cour de Justice de la Communauté économique des États de l'Afrique de l'Ouest (CEDEAO) s’est prononcée le 7 octobre 2011 sur l’affaire, estimant que les députés n'ont jamais démissionné, ordonne à l’État togolais de réparer la violation du droit fondamental des députés élus par le peuple (en référence à l’article 10 de la Déclaration universelle des droits de l’Homme et à l’article 7 de la Charte africaine des droits de l’Homme et des peuples) et le condamne à leur payer des dommages et intérêts pour le préjudice subi,.
L’État togolais ne s’est pas conformé à ces décisions. L'ANC de son côté n'a pas lâche pas prise et a poursuivi tout au long de l'année, à travers des marches hebdomadaires à Lomé et des tournées à l'intérieur du pays, la contestation de l'élection présidentielle de 2010, l'exclusion des députés et la violation permanente des droits de l'homme par le régime togolais.

### 2012

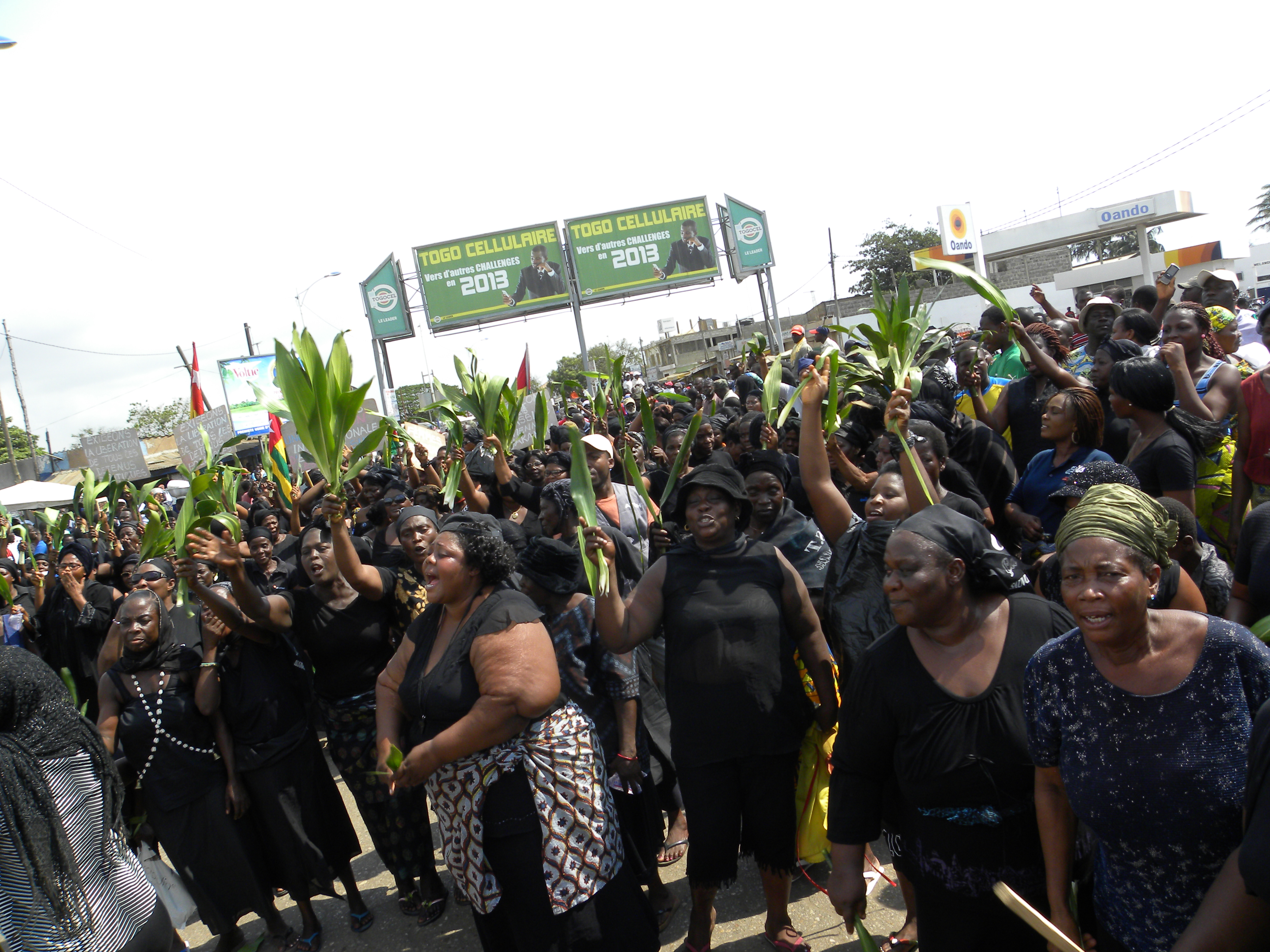
Manifestation de l'ANC le 29 novembre 2013 à Lomé.

En 2012, l'ANC a participé à la création du Collectif Sauvons le Togo (CST), un mouvement politique et citoyen regroupant des organisations de la société civile et des partis politiques, constitué le 4 avril 2012 pour œuvrer à un changement radical de la gouvernance au Togo. 
À peine deux mois après sa création, le mouvement a lancé une grande manifestation pacifique qui a réuni des centaines de milliers de personnes en sit-in sur la place Deckon à Lomé le 12 juin 2012, puis, malgré la violente répression policière et les arrestations arbitraires, plusieurs marches pacifiques seront encore organisées dont les « marches rouges » des femmes habillées en rouge. Vu l'ampleur de la mobilisation populaire, la très sérieuse chaine allemande Tagesschau a intitulé un article « Le printemps africain au Togo ? ». 
La grève du sexe initiée par les femmes du collectif a aussi fait parler de ce mouvement dans le monde entier. Isabelle Ameganvi et ses consœurs avaient appelé le 26 août 2012 « toutes les femmes du pays à observer une semaine de grève du sexe, pour obliger les hommes à s'investir davantage à leurs côtés ». Cette action avait pour objectif de réclamer le départ du président Faure Gnassingbé (au pouvoir depuis 2005), l'abrogation de nouvelles dispositions du code électoral et le report des élections législatives prévues en octobre 2012, en raison de retards dans l'organisation du scrutin,.

## Organisation

### Direction actuelle
- Jean-Pierre Fabre, président national
- Patrick Lawson, premier vice-président
- Isabelle Ameganvi, deuxième vice-président
- Emmanuel Kakou, troisième vice-président
- El Hadj Mama Seidi Mourtala quatrième vice-président
- Bemba Nabouréma cinquième vice-président
- Jean-Claude Delava Codjo secrétaire général

### Quelques personnalités
- Dopévi Dagbé, dite Atakpaméto, militante